# Philip Ekka
Philip Ekka SJ (* 22. Juli 1923 in Talora, Britisch-Indien; † 16. Mai 1991 in Ranchi) war ein indischer Ordensgeistlicher und römisch-katholischer Bischof von Raipur.

## Leben
Philip Ekka trat der Ordensgemeinschaft der Jesuiten bei und absolvierte von 1943 bis 1945 das Noviziat in Hazaribagh. Von 1946 bis 1950 studierte er Philosophie in Shembaganur. Nachdem Ekka als Lehrer an den Jesuitenkollegien in Ranchi und in Kunkuri gewirkt hatte, folgte ab 1954 das Studium der Katholischen Theologie in Löwen. Am 10. August 1956 empfing Ekka das Sakrament der Priesterweihe. Danach setzte er seine Studien zunächst in Löwen und ab 1959 in Oxford fort.
Nachdem Philip Ekka von 1960 bis 1961 das Tertiat in Hazaribagh absolviert hatte, wurde er Spiritual am Kleinen Seminar in Ranchi. 1962 legte er die feierliche Profess ab. Ekka wurde 1966 an der University of Oxford mit der Arbeit The Tana Bhagats: a study in social change („Die Tana Bhagats: eine Studie über sozialen Wandel“) im Fach Anthropologie promoviert. Anschließend war er als Professor für Philosophie in Ranchi und als Rektor des Kollegs San Francisco Javier tätig. Ab 1972 war Philip Ekka Provinzial der Ordensprovinz Ranchi seiner Ordensgemeinschaft.
Am 10. November 1977 ernannte ihn Papst Paul VI. zum ersten Bischof von Ambikapur. Der Erzbischof von Kalkutta, Lawrence Trevor Kardinal Picachy SJ, spendete ihm am 26. Februar 1978 in Ambikapur die Bischofsweihe; Mitkonsekratoren waren der Bischof von Ranchi, Pius Kerketta SJ, und der Bischof von Raigarh, Francis Ekka.
Papst Johannes Paul II. bestellte ihn am 20. Oktober 1984 zum Bischof von Raipur. Am 15. Februar 1991 nahm Johannes Paul II. das von Philip Ekka vorgebrachte Rücktrittsgesuch an.

## Schriften
- The Tana Bhagats: a study in social change. University of Oxford, 1966, OCLC 1064594806.